# Sgùrr na Feartaig
Sgùrr na Feartaig är ett berg i Storbritannien.   Det ligger i kommunen Highland och riksdelen Skottland, i den nordvästra delen av landet, 700 km nordväst om huvudstaden London. Toppen på Sgùrr na Feartaig är 862 meter över havet, eller 264 meter över den omgivande terrängen. Bredden vid basen är 5,7 km.
Terrängen runt Sgùrr na Feartaig är huvudsakligen kuperad.Runt Sgùrr na Feartaig är det mycket glesbefolkat, med 4 invånare per kvadratkilometer. Trakten runt Sgùrr na Feartaig består i huvudsak av gräsmarker.